# Drużba (obwód czernihowski)
Drużba (ukr. Дружба) – osiedle na Ukrainie, w obwodzie czernihowskim, w rejonie pryłuckim, w hromadzie Icznia. Liczy 793 mieszkańców.